# Copa Telmex 2008
Il Copa Telmex 2008 è stato un torneo di tennis giocato sulla terra rossa.
È stata la 69ª edizione del Copa Telmex, che fa parte della categoria International Series nell'ambito dell'ATP Tour 2008.
Si è giocato nel Buenos Aires Lawn Tennis Club di  Buenos Aires in Argentina, dal 18 al 24 febbraio 2008.

## Campioni

### Singolare
1 David Nalbandian ha battuto in finale  José Acasuso con il punteggio di 3–6, 7–6(5), 6–4.

### Doppio
Agustín Calleri /  Luis Horna hanno battuto in finale  Werner Eschauer /  Peter Luczak con il punteggio di 6–0, 6(6)–7, 10–2.